# Шинске Накамура
Шинске Накамура 中邑 真輔 (Nakamura Shinsuke) е японски професионален кечист и MMA боец.
Той е най-известен от New Japan Pro Wrestling (NJPW), където е бивш трикратен шампион в тежка категория на IWGP, петкратен интерконтинентелен шампион на IWGP, еднократен отборен шампион на IWGP и победител на G1 Climax за 2011, G1 Отборната лига за 2006 и турнира за Купата на New Japan през 2014. Накамура е най-младият шампион в тежка категория на IWGP в историята, печелейки титлата за пръв път на 23 години. От 2015 г. Накамура е в Залата на славата на Wrestling Observer Newsletter.